# 中納言停留場

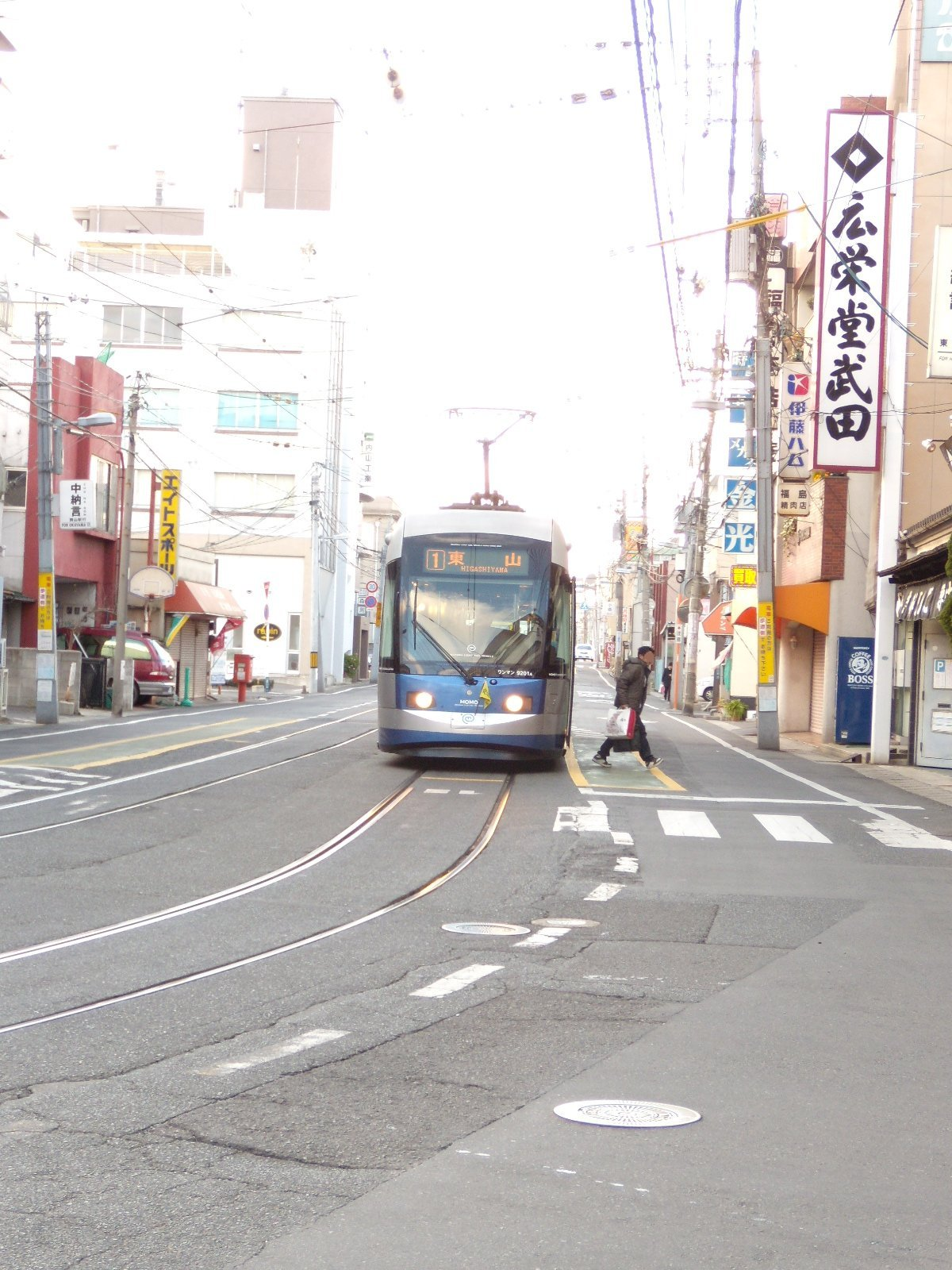
乗降の際は路面から直接乗り降りする。

中納言停留場（ちゅうなごんていりゅうじょう）は岡山県岡山市中区中納言町および小橋町二丁目にある岡山電気軌道東山本線の停留場である。駅番号はH08。

## 歴史
- 1923年（大正12年）7月9日：西大寺町 - 東山間開通と同時に開業。

## 構造
道路の幅の問題からホームはなく、道路上に安全地帯として枠標示があるのみの「平面電停」である（小橋停留場と同様）。このため、車道脇に時刻表が掲示されている。旅客はその付近に待機し、電車が到着してから道路を渡って乗降しており、歩道側で待機するよう看板も設置されている。道路上での待機は交通事故に遭う可能性があり、極めて危険である。
停留場の構造上、車椅子の乗降はできず、前後の停留場である西大寺町・岡山芸術創造劇場ハレノワ前か門田屋敷で乗降しなければならない。
2001年（平成13年）の小橋停留場での事故後、当駅も危険であるとして改善を求められたが、道路が狭かったため小橋停留場と同様にホームやマウンドアップの設置はできなかった。また、スペース確保のため単線化の検討もされたが、ラッシュ時の対応等のため実現不可能とされた。次善策として電車及び道路に車に注意する旨の表記やアナウンスがされている。

## 周辺
- 国道250号
- 岡山県道28号岡山牛窓線
- 廣榮堂本店
- 国清寺

## 隣の停留場
岡山電気軌道
■東山本線
小橋停留場 (H07) - 中納言停留場 (H08) - 門田屋敷停留場 (H09)